# Übereinkommen und Statut über das Regime der schiffbaren Wasserwege von internationaler Bedeutung
Das Übereinkommen und Statut über das Regime der schiffbaren Wasserwege von internationaler Bedeutung ist ein völkerrechtlicher Vertrag.
Das Übereinkommen wurde am 20. April 1921 in Barcelona geschlossen und regelt den Schiffsverkehr durch andere Länder.